# 霍哲民
霍哲民（1920年—1975年5月），又名刘忠，山西运城市盐湖区龙王庙庄人。中华人民共和国政治人物。

## 生平
1935年，霍哲民考入运城明日中学。1937年秋，参加牺牲救国同盟会。1938年3月，侵华日军入侵运城，他参加安邑人民抗日游击队，任中队政治工作员。1939年6月，负责安邑中共地下党的工作。1940年，随部队到晋东南，先任游击二大队指导员，后任212旅五十六团连指导员、介休县龙风区区委书记、区游击队政委、介休县委副书记、孝义县委副书记、孝义县大队政委等职。1945年，霍哲民到太岳一分区地委党校任班主任。1949年，调天津从事军政、民运工作。平津战役后，历任天津市城区副区长、区长等职。1959年，任天津市虹桥区区委书记。1961年，任天津市计划委员会副主任。文化大革命中受到冲击。1971年，被捕入狱。1975年5月，在天津病逝。1978年，中共天津市委召开了追悼大会，为其平反。